# José Antonio Rubio Sacristán
José Antonio Rubio Sacristán (Zamora, 1903-Valladolid, 2 de junio de 1995) fue un estudioso y académico de la historiador del derecho español. Forma parte del consejo de dirección del diario El Norte de Castilla. Se formó inicialmente como historiador junto a los maestros alemanes de los primeros decenios del siglo XX. Fue elegido el 7 de diciembre de 1984 miembro de la Real Academia de la Historia. Tomó posesión el 26 de abril de 1987.

## Biografía
El padre de José es propietario de una fábrica de harinas ubicado en la ribera del Duero. En Madrid estudia derecho y convive en el espacio cultural de la Residencia de Estudiantes. Lugar en el que conoce a Federico García Lorca. Mejorando sus conocimientos de alemán se traslada a Munich donde realiza estudios de Economía y Derecho histórico. En 1926 realiza el doctorado en la Universidad de Friburgo de Brisgovia. al llegar a España se incorpora al Centro de Estudios Históricos que preside Menéndez Pidal. Años después obtiene por oposición la Cátedra de historia del derecho en la Universidad de La Laguna y en 1931 se traslada a la Universidad de Sevilla. Los afanes por investigar la Teoría Económica le llevan a vivir en la Universidad de Columbia, abandonando las corrientes historicistas alemanas.  Retorna a España y trabaja en la Universidad de Valladolid. Se le hace el honor de Real Academia de la Historia con discurso titulado "Una Crisis en la Ciencia Histórica". Fue 14 años Decano de la Facultad de Derecho de la Universidad de Valladolid.
Fue separado de la cátedra por orden de la Presidencia de la Junta Técnica del Estado el 24 de septiembre de 1937. Reintegrado al servicio "mediante depuración" por Orden Ministerial el 20 de enero de 1944 (habiendo estado fuera del profesorado 544 días).